# Sierlijke voorjaarsuil
De sierlijke voorjaarsuil (Orthosia gracilis) is een nachtvlinder uit de familie van de uilen, de Noctuidae.

## Beschrijving
De voorvleugellengte bedraagt tussen de 15 en 19 millimeter. De grondkleur van de voorvleugels is zeer variabel, maar in het algemeen een pasteltint. De ringvlek en niervlek hebben een lichte rand, en van de niervlek is de binnenste helft donker gevuld.

## Waardplanten
De sierlijke voorjaarsuil gebruikt allerlei loofbomen en struiken en kruidachtige planten als waardplanten. De rups is te vinden van mei tot juli. De soort overwintert als pop.

## Voorkomen
De soort komt verspreid over het Palearctisch gebied voor.

### In Nederland en België
De sierlijke voorjaarsuil is in Nederland een vrij gewone soort in het westen van het land, in het oosten een lokale soort, en in België een niet zo gewone soort, die verspreid over het hele land kan worden gezien. De vlinder kent één generatie die vliegt van halverwege maart tot en met mei.